# Suzuki Gixxer
La Suzuki Gixxer (o GSX-150) è una motocicletta appartenente alla categorie delle naked prodotta dalla casa motociclistica giapponese Suzuki dal settembre 2014.
Annunciata a febbraio 2014 per il mercato indiano e del sud-est asiatico, il design riprende quello della GSX-S1000. Il nome deriva dal soprannome utilizzato in Gran Bretagna per la serie di moto Suzuki GSX-R.

## Descrizione
La moto utilizza un motore a quattro tempi monocilindrico a 4 valvole disponibile nell'unica cilindrata di 154,9 cm³ da 13,6 CV, alimentato ad iniezione elettronica e raffreddato a liquido.
La configurazione ciclistica è invece abbastanza classica con forcella telescopica all'anteriore e monoammortizzatore al posteriore, con il telaio e il forcellone che sono in acciaio; l'impianto frenante, è composto da un freno a disco sull'anteriore, accompagnato da un tamburo o in opzione da un disco singolo sulla ruota posteriore.